# Panzanella

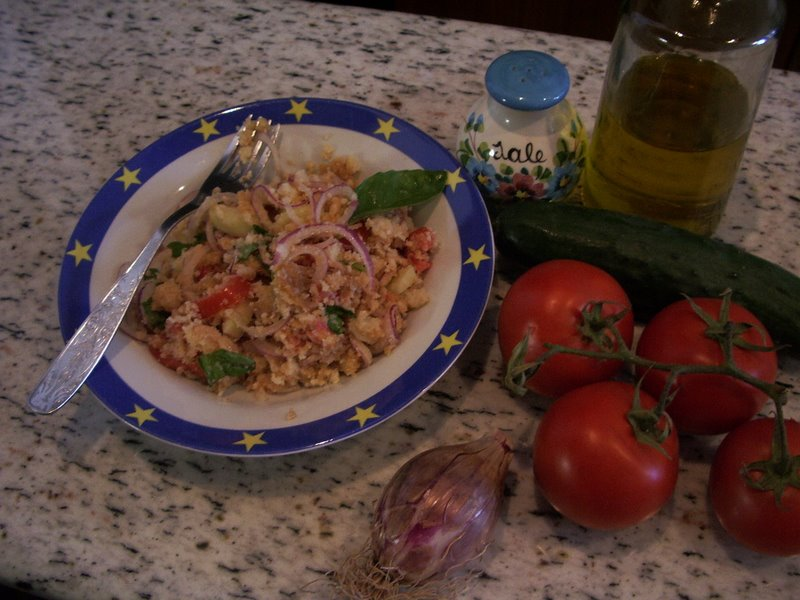
Panzanella y sus ingredientes.

La panzanella (también llamada panmolle) es una ensalada italiana, de la región de Florencia, aunque parece idéntica en sus ingredientes al gazpacho, cambia la forma de combinarlos y, de allí el gusto.
Hace falta remarcar que en cada comarca de la región de Florencia los ingredientes varían y que el Diccionario de autoridades de la RAE define como: 
Cierto género de sopa o menestra, que se hace regularmente con pan hecho pedazos, aceite, vinagre y ajos y otros ingredientes conforme el gusto de cada uno. 
Los ingredientes de la panzanella son trozos de pan remojado en agua, tomates, cebollas, y albahaca. Se completa con aceite de oliva, vinagre y pimienta.

## Historia
La Panzanella es un plato tradicional de la región de Toscana. En su origen, estaba hecho básicamente de cebolla, pan, ajos y aceite de oliva. La incorporación del tomate se realizó posteriormente. También se añadieron otros ingredientes: apio, lechuga, albahaca, mozzarella, huevos cocidos o aceitunas.